# Symphonies de Jean Sibelius
Les symphonies de Jean Sibelius sont un ensemble de sept compositions symphoniques numérotées de 1 à 7 (auxquelles certaines sources y adjoignent aussi la Kullervo-symphonie), composées entre 1892 et 1923. Une 8e symphonie fut envisagée par Sibelius entre 1926 en parallèle à son poème symphonique Tapiola et 1933, des esquisses furent rédigées par le compositeur, mais les manuscrits de cette symphonie jamais achevée sont finalement détruits en 1945. Chacune des sept symphonies de Sibelius, marque l'évolution musicale du compositeur. La Première encore marquée par le romantisme musical du XIXe siècle, la Deuxième représentative de son discours nationaliste, la Troisième plus classique se démarque par son économie dans l'orchestration, la Quatrième, d'essence tragique, fait la transition vers la modernité avec un emploi des intervalles rappelant le sérialisme , la Cinquième fait une synthèse entre Wagner pour le rythme, et Beethoven pour la dynamique, la Sixième, qui est à la fois modale et tonale, pour finir par la Septième en un seul mouvement d'un bloc sans transition, s'appuyant sur une unique tonalité d'ut majeur, complexe et polyrythmique. Plusieurs chefs d'orchestre ont gravé des intégrales du cycle, à commencer par Sixten Ehrling en 1953 jusqu'à Klaus Mäkelä en 2022. D'autres chefs Sibeliens ont presque enregistré la totalité du cycle, mais ont exclu certaines symphonies, comme ce fut le cas pour Thomas Beecham, Carl von Garaguly (en) ou Herbert von Karajan. Leonard Bernstein a enregistré une première intégrale pour CBS, mais n'a pas mené à terme sa seconde chez Deutsche Grammophon.

## Les enregistrements des symphonies
Le gouvernement finlandais est à l'origine des premiers enregistrements des symphonies de Sibelius, en finançant en 1930 la première intégrale du compositeur (alors encore vivant) produite par HMV sous l'égide de la Sibelius society, en plusieurs volumes de disques 78 t. Robert Kajanus était chargé d'enregistrer la totalité des symphonies, mais il décéda avant de terminer l'intégrale et ne grava que les symphonies 1, 2, 3 et 5. Serge Koussevitsky le remplaça pour enregistrer la symphonie No 7, et Georg Schnéevoigt pour les symphonies 4 et 6. L'interprétation de la quatrième symphonie par Schnéevoigt étant jugée insatisfaisante par le compositeur, un nouvel enregistrement fut confié à Thomas Beecham.
Pour les critiques musicaux, certaines intégrales se démarquent et sont considérées comme des références dans l'interprétation des symphonies de Sibelius. La revue Diapason, sous la plume du critique et musicologue Patrick Szersnovicz, désigne, comme intégrales majeures, douze interprétations: celles d'Anthony Collins (1955), Leonard Bernstein (1967), Lorin Maazel (1968), John Barbirolli (1970), Guennadi Rojdestvenski (1974), Colin Davis (1976), Kurt Sanderling (1977), les trois intégrales de Paavo Berglund (1974, 1987 et 1999), Simon Rattle (1987) et Osmo Vänskä (1997). Les versions de Barbirolli et Davis sont considérées comme les plus homogènes (d'autres interprétations pouvant accuser des faiblesses ou être inégales), et celles de Barbirolli, Berglund, Rojdestvenski et Sanderling comme les plus rugueuses ou tempétueuses.

## Discographie des intégrales des symphonies

### Années 1950
- Symphonies 1-7, orchestre philharmonique royal de Stockholm, direction Sixten Ehrling, Mercury classics 1953 (enregistré en 1952 et 1953), réédition Finlandia 1999.
- The Complete symphonies, orchestre symphonique de Londres, direction Anthony Collins, Decca 1955 (enregistré de 1952 à 1955).

### Années 1960
- The Seven Symphonies of Sibelius, Orchestre philharmonique du Japon direction Akeo Watanabe, EPIC BSC 157 1962 (enregistrés de 1960 à 1962) premier enregistrement stéréo de l'intégrale des symphonies.
- Les 7 symphonies, orchestre philharmonique de New York, direction Leonard Bernstein, CBS 1967 (enregistrés de 1960 à 1967), réédition Sony Classical 2000.
- The Symphonies, orchestre philharmonique de Vienne, direction Lorin Maazel, London 1968 (enregistré de 1963 à 1968) réédition Decca 1992.
- Sibelius - Symphonies Nos. 1-7, Hallé Orchestra, direction John Barbirolli, EMI classics 1970 (enregistré de 1966 à 1970) réédition Warner classics 2013.

### Années 1970
- Sibelius: Complete Symphonies Bournemouth Symphony Orchestra, direction Paavo Berglund EMI classics 1974 (enregistré de 1972 à 1974) réédition 2013.
- Sibelius: The Symphonies, orchestre symphonique de la Radio de Moscou, direction Guennadi Rojdestvenski, Melodiya 1974, réédition 2012.
- Complete symphonies, tone poems, orchestre symphonique de Boston, direction Colin Davis, Decca 1976, réédition 2012.
- Sibelius : Symphonies, orchestre symphonique de l'Utah, direction Maurice Abravanel, Vanguard Classics 1977 (enregistré en 1977) réédition 2004.
- The Seven Symphonies, orchestre symphonique de Berlin Est, direction Kurt Sanderling , Berlin Classics 1996 (enregistré de 1970 à 1977).

### Années 1980
- Sibelius the Complete symphonies Orchestre philharmonique du Japon direction Akeo Watanabe, DENON OX-7225/9-ND 1981 (enregistrés en 1981).
- The Complete symphonies, orchestre national royal d'Écosse, direction Alexander Gibson, Chandos 1984 (enregistré en 1983 et 1984).
- The Symphonies, Philharmonia Orchestra, direction Vladimir Ashkenazy, Decca 1986 (enregistré de 1979 à 1985), réédition 1997.
- Complete Symphonies, orchestre philharmonique d'Helsinki, direction Paavo Berglund, EMI classics 1987 (enregistré de 1984 à 1987) réédition Warner classics 2017.
- Symphonies 1-7, orchestre symphonique de Birmingham, direction Simon Rattle, EMI 1987 (enregistré de 1981 à 1987) réédition Warner classics 2015.
- Symphonies, orchestre symphonique de la radio finlandaise, direction Jukka-Pekka Saraste, RCA Victor 1989 (enregistré de 1987 à 1989).
- Symphonies 1-7, orchestre philharmonique slovaque, direction Adrian Leaper, Naxos 1990 (enregistré en 1989 et 1990).

### Années 1990
- Symphonies 1-7, Violin Concerto, orchestre symphonique de Pittsburgh, direction Lorin Maazel, Sony Classical 1992 (enregistré de 1990 à 1992) réédition 2011.
- Symphonies, Complete, orchestre symphonique national du Danemark, direction Leif Segerstam, Chandos 1992 (enregistré de 1990 à 1992) réédition Brilliant Classics 2008.
- Symphonies 1-7, orchestre symphonique de la radio finlandaise, direction Jukka-Pekka Saraste, Finlandia 1993.
- Complete symphonies, orchestre symphonique de Göteborg, direction Neeme Järvi, BIS 1993.
- Sir Colin Davis conducts Sibelius, orchestre symphonique de Londres, direction Colin Davis, RCA Red Seal, 1998 (enregistré de 1992 à1994), réédition 2012.
- The Symphonies, orchestre symphonique de San Francisco direction Herbert Blomstedt Decca 1996 (enregistré de 1989 à 1995) réédition 2006.
- The Complete Symphonies, Lahti Symphony Orchestra, direction Osmo Vänskä, BIS 1997 (enregistré en 1996 et 1997).
- Symphonies Nos 1-7, orchestre de chambre d'Europe, direction Paavo Berglund, Finlandia 1999 (enregistré en 1997 et 1998).
- Complete Symphonies, orchestre symphonique d'Islande, direction Petri Sakari, Naxos 2000 (enregistré de 1997 à 2000).

### Années 2000
- Symphonies 1 - 7, orchestre symphonique de Birmingham direction Sakari Oramo, Warner Erato 2003 (enregistrés entre 2000 et 2002).
- Complete symphonies, orchestre symphonique de Göteborg, direction Neeme Järvi, Deutsche Grammophon 2005 (enregistrés de 2003 à 2005).
- Complete Symphonies - Violin Concerto, orchestre philharmonique d'Helsinki, direction Leif Segerstam, Ondine 2006 (enregistrés entre 1996 et 2004).
- Symphonies Nos 1-7, Kullervo, orchestre symphonique de Londres, direction Colin Davis, LSO Live 2006 (enregistrés de 2002 à 2006).
- Symphonies Nos 1-7, orchestre symphonique de Nouvelle-Zélande, direction Pietari Inkinen, Naxos 2011 (enregistrés de 2008 à 2011).

### Années 2010
- John Storgårds conducts Sibelius – Complete Symphonies, BBC Philharmonic direction John Storgårds, Chandos CHAN 10809 2014 (enregistrés entre 2012 et 2013)
- Sibelius 7 symphonies, orchestre symphonique de la radio finlandaise direction Hannu Lintu, DVD/Bluray Arthaus Musik 2015
- Jean Sibelius, Symphonies 1-7, orchestre philharmonique de Berlin direction Simon Rattle, Berliner Philharmoniker Recordings 2015 (enregistrés entre 2014 et 2015)
- The Symphonies, Lahti Symphony Orchestra, direction Okko Kamu, Bis 2016 (enregistrés entre 2011 et 2015)
- Sibelius symphonies, Minnesota Orchestra direction Osmo Vänskä, Bis 2016 (enregistrés entre 2012 et 2016)
- Sibelius, complete symphonies Orchestre de Paris, direction Paavo Järvi RCA RED SEAL 2019.

### Année 2020
- Sibelius, complete symphonies Oslo Philharmonic Orchestra, dir. Klaus Mäkelä Decca 2022.